# صفيحة (أحياء)
الصفيحة (بالإنجليزية: lamella جمعها: lamellae)‏ في علم الأحياء تشير إلى طبقة رقيقة، أو غشاء، أو لوحة من الأنسجة. هذا تعريف واسع جدا، ويمكن أن تشير إلى العديد من الهياكل المختلفة. أي طبقة رقيقة من الأنسجة العضوية يمكن أن تسمى صفيحة وهناك مجموعة واسعة من الوظائف لطبقة فردية يمكن أن تخدم. على سبيل المثال، يتم تشكيل الصفيحة الدهنية بين الخلايا عندما تكون الصمامات لها رقائق الصمامات معا لتشكيل ورقة صفائحية. ويعتقد أن هذه الأقراص تتكون من الحويصلات، وإعطاء ورقة صفائحية وطبقة ثنائية الدهون التي تلعب دورا في نشر المياه.
مثيل آخر من الصفائح الخلوية، ويمكن أن ينظر في البلاستيدات الخضراء. أغشية الثايلاكويد هي في الواقع نظام الأغشية الصفائحية التي تعمل معا، ومتباينة في المجالات الصفائحية المختلفة. هذا النظام الصفحي يسمح للنباتات بتحويل ضوء الشمس إلى طاقة. تتميز كلوروبلاست بنظام الأغشية جزءا لا يتجزأ من مصفوفة بروتيناسيوس مسعور، أو سدى. الوحدة الأساسية للنظام الغشاء هو حويصلة واحدة بالارض يسمى ثايلاكويد. ثيلاكوادس، تكدس، في الداخل، غرانا. جميع ثيلاكوادس من غرانوم ترتبط مع بعضها البعض، وغرانا ترتبط من قبل الصفيحات بين الصفيحة.
يتم وضعها بين جدران الخلايا الأولية اثنين من الخلايا النباتية وتتكون من مصفوفة الخلايا. تتكون الصفيحة من خليط من بوليجالاكتورونس (حمض D-غالاكتورونيك) والكربوهيدرات المحايدة. وهو قابل للذوبان في انزيم البكتيناز. والصفيحة، وفي بيولوجيا الخلية، ويستخدم أيضا لوصف الحافة الرائدة للخلايا المتحركة، والتي لامليبوديا هو الجزء الأكثر إلى الأمام. 
ويسمى أيضا طبقة ثنائية الطبقة الدهنية من الأغشية البيولوجية مرحلة الصفائح الدموية. وهكذا، كل ليبيد ثنائي الطبقة من الجسيمات الشحمية متعددة الصفائح والجدران الدهنية ونيلاميلار يشار إليها أيضا باسم الصفيحة.